# Гражданин Брих
Гражданин Брих (чеш. Občan Brych) — чёрно-белый художественный фильм чешского режиссёра Отакара Вавры. Экранизация одноимённого романа Яна Отченашека 1955 г.
Премьера фильма состоялась 20 февраля 1959 года.

## Сюжет
Действие фильма происходит в Чехословакии в неспокойные времена после прихода к власти коммунистов. Некоторые торжественно празднуют. Некоторые планируют эмигрировать.
Далёкий от политики юрист Брих в дни тревожных событий решает переждать, посмотреть как поступят другие. Его друг, фабрикант Ондржей Патера, у которого новая власть отобрала фабрику, решает бежать за границу. Ирен, жена Ондржея, выросшая в бедной семье, чужая в доме нелюбимого мужа. Она любит Бриха и хочет остаться с ним на родине. Волею случая они оказываются у границы, где в хижине собрались те, кто решился покинуть Чехословакию…

## В ролях
- Карел Хёгер — Брих, юрист
- Йозеф Бек — Патера
- Вилем Бессер
- Бланка Богданова — Риа[2]
- Власта Фиалова — Ирена, жена Ондржея
- Виктор Очасек
- Ярослав Пруха — Бартош
- Богуш Градил
- Ярмила Смейкалова — Ландова
- Анна Кадерабкова
- Йиржина Шейбалова — Калоусова
- Богуслав Загорский — Калоус
- Ян Пивец — Саска
- Йозеф Кемр
- Эдуард Когоут — Казда
- Милош Копецкий — Камиль Тайхман
- Зденек Штепанек — Мизина